# Eustixia
Eustixia é um gênero de mariposa pertencente à família Crambidae.